# مطار آسفي
مطار صافي (إياتا: SFI، إيكاو: GMMS) هو مطارٌ سابق كان يقع بمدينة آسفي في المملكة المغربية. كان المطار يخدم المدينة، إلا أنه أُغلق في وقت لاحق وقد أُقيمت منشآت عمرانية فوق موقعه. ويُعد من أصغر المطارات التي وُجدت في المغرب، إذ لم تكن تهبط فيه سوى شركات الطيران الصغيرة.
وتُظهر الصور الجوية التاريخية الملتقطة في 10 يناير 2004 بقايا مدرج بطول 1,718 مترًا (ما يعادل 5,636 قدمًا) يُعرف بالاتجاه 07/25، مع وجود أعمال بناء كانت جارية آنذاك. أما في الصور الفضائية الحديثة، فتُظهر أن موقع المطار السابق قد أصبح مغطى بالشوارع والمباني السكنية.